# آرثر هيرتزبيرغ
آرثر هيرتزبيرغ (بالإنجليزية: Arthur Hertzberg)‏ هو كاتب وحاخام بولندي وأمريكي، ولد في 9 يونيو 1921 في Lubaczów ‏ في بولندا، وتوفي في 17 أبريل 2006 في ويستوود في الولايات المتحدة بسبب قصور القلب.

## وصلات خارجية
- آرثر هيرتزبيرغ على موقع قاعدة بيانات الفيلم (الإنجليزية)